# Rivetina gigantea
Rivetina gigantea es una especie de mantis de la familia Mantidae.

## Distribución geográfica
Se encuentra en Arabia Saudita.